# Португалов Веніамін Осипович
Веніамі́н О́сипович Португа́лов (1835, Полтава — 20 жовтня, 1897, Самара) — земський лікар та публіцист, на прізвисько «Праведник».

## Біографія
Португалов був уродженцем міста Полтави. Походив із забезпеченої єврейської родини. Батько майбутнього лікаря і публіциста був комерсантом.

## Дві освіти
Закінчив 1-у Полтавську гімназію. Зажадав стати лікарем. Влаштувався на навчання у Харківський університет. Брав участь в студентських протестних рухах, був учасником і бібліотекарем таємного студентського гуртка, заснованого Муравським, Бекманомта ін. 1855 року брав участь в студентському протесті.
Аби уникнути покарання, переводиться у Київський університет. Професор університету Павлов В. П. став організатором недільних шкіл. Відомо, що Португалов брав участь у першій недільній школі, заснованій Павловим у Києві.

## Арешти і покарання
У лютому 1860 року за доносом був арештований, перевезений до Санкт-Петербурга, де запроторений у Олексіївський равелін Петропавлівської фортеці, що була перетворена на політичну тюрму часів царату.
По закінченню ув'язнення отримав право влаштуватися у Казанський університет (медичний факультет), котрий закінчив із званням лікаря. Медичну практику проводив у Пирятині, в Україні. 5 вересня 1862 року за черговим доносом арештований за участь у українофільських гуртках, знову перевезений до Петропавлівської фортеці. Покараний засланням у провінційний Шадринськ, де мав заборону навіть на медичну практику. Переведений у Чердинь. Вимушено звернувся до публіцистики, створивши опис «Шадринск и Чердынь».
Згодом йому повернули право ведення медичної практики у провінційних містах, працював лікарем з 1870 року у містах Бугуруслан, Камишлов, Вятка, Самара. Лише 1876 року отримав право проживання у місті Самара, де нібито і був позбавлений поліцейського надзору.

## Самарський період життя

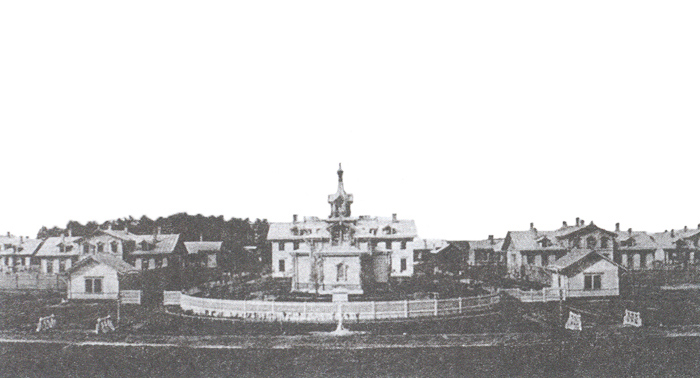
Самарська губернська земська лікарня. Фото кінця 19 ст.

Працював лікарем у Самарській губернській земській лікарні. Брав активну участь у ліквідації голоду в Поволжі. Брав активну участь у ліквідації холери 1892 року. Брав активну участь у благодійних і просвітницьких заходах у Самарі.
Помер 20 жовтня 1897 р..

## Друковані твори (російською)
- «Шадринск и Чердынь» (журнал"Архів Судебной Медицыни")[4]
- «Гигиена рудокопов»[4]
- «Вопросы общественной гигиены»
- «Пьянство как социальный недуг»[4]
- «Пьянство — пагуба человека»[4]
- «Борьба с алкоголизмом»[4]
- «Пособие для фельдшеров»
- «Оздоровление городов»[4]
- «Юдаизм и наука» та ін.